# Stigmella stigmaciella
Stigmella stigmaciella là một loài bướm đêm thuộc họ Nepticulidae. Nó được tìm thấy ở British Columbia.
Ấu trùng ăn Crataegus species. Chúng ăn lá nơi chúng làm tổ.